# العلاقات المجرية الإسبانية
العلاقات المجرية الإسبانية هي العلاقات الثنائية التي تجمع بين المجر وإسبانيا.

## مقارنة بين البلدين
هذه مقارنة عامة ومرجعية للدولتين:
| وجه المقارنة                                              | المجر                                                       | إسبانيا                                                                             |
| --------------------------------------------------------- | ----------------------------------------------------------- | ----------------------------------------------------------------------------------- |
| المساحة (كم2)                                             | 93.04 ألف                                                   | 505.99 ألف                                                                          |
| عدد السكان (نسمة)                                         | 9.78 مليون                                                  | 46.73 مليون                                                                         |
| الكثافة السكانية (ن./كم²)                                 | 105.12                                                      | 92.35                                                                               |
| العاصمة                                                   | بودابست                                                     | مدريد                                                                               |
| اللغة الرسمية                                             | لغة مجرية                                                   | اللغة الإسبانية، اللغة الغاليسية، لغة بشكنشية، اللغة الكتالونية، اللغة الأوكسيتانية |
| العملة                                                    | فورنت مجري                                                  | يورو، بيزيتا إسبانية                                                                |
| الناتج المحلي الإجمالي (بليون دولار)                      | 139.14 مليار                                                | 1.31 تريليون                                                                        |
| الناتج المحلي الإجمالي (تعادل القوة الشرائية) بليون دولار | 260.42 مليار                                                | 1.77 تريليون                                                                        |
| الناتج المحلي الإجمالي الاسمي للفرد دولار أمريكي          | 12.36 ألف                                                   | 28.16 ألف                                                                           |
| الناتج المحلي الإجمالي للفرد دولار أمريكي                 | 25.07 ألف                                                   | 38.00 ألف                                                                           |
| مؤشر التنمية البشرية                                      | 0.828                                                       | 0.876                                                                               |
| رمز المكالمات الدولي                                      | +36                                                         | +34                                                                                 |
| رمز الإنترنت                                              | .hu                                                         | .es                                                                                 |
| المنطقة الزمنية                                           | ت ع م+01:00، ت ع م+02:00، أوروبا/بودابست ‏، توقيت وسط أوروبا | ت ع م+01:00، ت ع م+02:00                                                            |

## مدن متوأمة
في ما يلي قائمة باتفاقيات التوأمة بين مدن مجرية وإسبانية:
- ترتبط بودابست مع مدريد باتفاقية توأمة منذ 3 أغسطس 2012.[16][16][16][16]
- ترتبط غودولو مع فلاديمورو باتفاقية توأمة.
- ترتبط Orosháza [الإنجليزية]‏ مع يانيس باتفاقية توأمة.
- ترتبط كوسيغ مع ألتيا باتفاقية توأمة منذ 1995.

## منظمات دولية مشتركة
يشترك البلدان في عضوية مجموعة من المنظمات الدولية، منها:
| علم المنظمة | اسم المنظمة                               | تاريخ انضمام المجر | تاريخ انضمام إسبانيا |
| ----------- | ----------------------------------------- | ------------------ | -------------------- |
|             | الاتحاد الأوروبي                          | 1 مايو 2004        | 1986                 |
|             | وكالة ضمان الاستثمار متعدد الأطراف        | 21 أبريل 1988      | 29 أبريل 1988        |
|             | منظمة التعاون الاقتصادي والتنمية          | 7 مايو 1996        | ?                    |
|             | الأمم المتحدة                             | 14 ديسمبر 1955     | 14 ديسمبر 1955       |
|             | الوكالة الدولية للطاقة                    | ?                  | ?                    |
|             | الفريق المعني برصد الأرض                  | ?                  | ?                    |
|             | مركز تنسيق الحركة في أوروبا ‏              | ?                  | ?                    |
|             | منظمة حظر الأسلحة الكيميائية              | ?                  | ?                    |
|             | منظمة التجارة العالمية                    | 1995               | ?                    |
|             | منظمة الشرطة الجنائية الدولية             | ?                  | ?                    |
|             | منظمة الأمن والتعاون في أوروبا            | 25 يونيو 1973      | 25 يونيو 1973        |
|             | مؤسسة التنمية الدولية                     | 29 أبريل 1985      | 18 أكتوبر 1960       |
|             | حلف شمال الأطلسي                          | 12 مارس 1999       | 30 مايو 1982         |
|             | نظام تحكم تكنولوجيا القذائف               | 1993               | 1990                 |
|             | يونسكو                                    | 14 سبتمبر 1948     | 30 يناير 1953        |
|             | مجلس أوروبا                               | 6 نوفمبر 1990      | ?                    |
|             | الاتحاد البريدي العالمي                   | ?                  | ?                    |
|             | البنك الدولي للإنشاء والتعمير             | 7 يوليو 1982       | 15 سبتمبر 1958       |
|             | اتفاقية السماوات المفتوحة                 | ?                  | ?                    |
|             | الاتحاد الدولي للاتصالات                  | 1866               | 1866                 |
|             | مؤسسة التمويل الدولية                     | 29 أبريل 1985      | 24 مارس 1960         |
|             | المنظمة الأوروبية لسلامة الملاحة الجوية   | 1992               | 1997                 |
|             | المركز الدولي لتسوية المنازعات الاستشارية | 6 مارس 1987        | 17 سبتمبر 1994       |
|             | مجموعة أستراليا                           | 1993               | 1985                 |
|             | مجموعة الموردين النوويين                  | ?                  | ?                    |

## أعلام
هذه قائمة لبعض الشخصيات التي تربطها علاقات بالبلدين:
- أرباد ستيربيك (لاعب كرة يد يوغوسلافي، 20 نوفمبر 1979 – )
- ألفونسو الثالث ملك أراغون (4 نوفمبر 1265 – 18 يونيو 1291[26][27])
- ألفونسو الرابع ملك أراغون (ملك أراغون وبلنسية وصقلية وسردينيا وكورسيكا، 2 نوفمبر 1299 – 24 يناير 1336[28][29])
- إيلسا بتاكي (18 يوليو 1976 – )
- بال شميت (13 مايو 1942 – )
- بيدرو الثالث ملك أراغون (1239 – 1285[30])
- فيرينتس بوشكاش (لاعب ومدرب كرة قدم مجري، 2 أبريل 1927[31][32][33] – 17 نوفمبر 2006[31][32][34])
- لاديسلاو كوبالا (لاعب كرة قدم مجري، 10 يونيو 1927[35] – 17 مايو 2002[35])
- ليونور أميرة إسبانيا (31 أكتوبر 2005 – )

## وصلات خارجية
- موقع وزارة الخارجية المجرية
- موقع وزارة الخارجية الإسبانية